# Greenport (New York)
Greenport is een dorp (village) op het noordelijk peninsula in het uiterste oosten van Long Island in de Amerikaanse staat New York. Het is onderdeel van de town (civil township) Southold. Het dorp had bij de census van 2010 2.197 inwoners, in 2020 was dit gestegen tot 2.583 bewoners. De eerste bewoning dateert van 1682, maar de plaats werd erkend in 1838.
Greenport was een belangrijke haven in het gebied en heeft in het verleden een sterke visserij- en walvisvaartindustrie ontwikkeld, hoewel er momenteel slechts een handvol commerciële vissersschepen nog uit de haven opereren. Vroeger was ook de scheepswerf Greenport Basin and Construction Co. in het dorp gevestigd, bij de Nederlandse Marine gekend als de bouwer van de mijnenveger Hr.Ms. Volkerak. Meer recent is de toeristische sector ook aanzienlijk gegroeid, vooral in de zomer.
Sinds 1844 bevindt zich in het dorp het station Greenport, de oostelijke terminus van de hoofdlijn van de Long Island Rail Road. Het dorp wordt ook bediend door bussen van de Suffolk County Transit. Bij het treinstation kan ook de ferry genomen worden naar het enkele honderden meters van het "vasteland" verwijderde Shelter Island, vanop het 30 km² grote eiland vaart een tweede ferryverbinding naar het zuidelijk peninsula van Long Island.
Het dorp heeft een stedenband met de Roemeense havenstad Mangalia.